# Stade Paul Gasser
Das Stade Paul Gasser ist ein Stadion der nordostfranzösischen Kleinstadt Raon-l’Étape, Département Vosges in der Region Grand Est. Die Fußballmannschaft des US Raon trägt hier ihre Heimspiele aus. 
Das nördlich des Stadtzentrums gelegene Stadion bietet 4.000 Plätze (1.300 Sitzplätze) und besteht hauptsächlich aus den beiden überdachten Zuschauertribünen längsseits des Platzes. Einerseits die ältere Tribüne und andererseits der in der Mitte der 2000er Jahre gebaute Zuschauerrang. 